# Johan Schück
Johan Henrik Schück, född 20 januari 1951 i Brännkyrka församling i Stockholm, är en svensk ekonomijournalist och författare. 

## Biografi
Schück har studerat vid Handelshögskolan i Stockholm och är civilekonom. Han var handläggare hos Näringsfrihetsombudsmannen 1974–1975 och utredare vid Statskontoret 1975–1981, varav ett år som biträdande sekreterare i den parlamentariska Förvaltningsutredningen, innan han övergick till journalistiken.  
Han var ledarskribent vid Expressen 1981–1984 och vid Dagens Nyheter 1984–1990, varefter han fortsatte till Dagens Nyheters ekonomiredaktion och där var samhällsekonomisk krönikör och reporter 1990–2018. Därefter har Schück varit frilansjournalist och skriver också en egen blogg om ekonomi.  2019 publicerade Schück boken Schücks ABC (Dialogos Förlag), som riktar sig till samhällsintresserade som vill lära sig mer om ekonomi. 2021 utkom boken Herman Friedländer: en svensk judisk historia och 2025 Erik Josephson : en svensk judisk arkitekt (båda på Medströms Bokförlag).
Schück var förbundsordförande i Folkpartiets ungdomsförbund 1973–1974 och ledamot i Stockholms läns landsting (FP) 1976–1982 samt redaktör för tidskriften Liberal Debatt 1980–1981. Han var suppleant och sedan ledamot i Pressens Opinionsnämnd åren 2005–2011 och är sedan 2015 ledamot i Ingenjörsvetenskapsakademien.
Johan Schück belönades 2006 med Söderbergska journalistpriset i ekonomi. 